# Rhophitulus anomalus
Rhophitulus anomalus är en biart som först beskrevs av Jesus Santiago Moure och Lucas de Oliveira 1962.  Rhophitulus anomalus ingår i släktet Rhophitulus och familjen grävbin. Inga underarter finns listade i Catalogue of Life.